# Дед-Кабак
Дед-Кабак — деревня в Опочецком районе Псковской области России. Входит в состав Варыгинской волости.

## География
Деревня находится в юго-западной части Псковской области, в зоне хвойно-широколиственных лесов, на левом берегу реки Великой, к востоку от автодороги Р23, на расстоянии примерно 12 километров (по прямой) к северо-северо-востоку (NNE) от города Опочки, административного центра района. Абсолютная высота — 75 метров над уровнем моря.

### Климат
Климат характеризуется как умеренно континентальный, влажный. Средняя многолетняя температура самого холодного месяца (января) составляет −7,3 °С (абсолютный минимум — −42 °C), средняя температура самого тёплого (июля) — 18°С (абсолютный максимум — 36 °C). Продолжительность безморозного периода составляет в среднем 137 дней. Среднегодовое количество осадков — 562 мм, из которых 405 мм выпадает в период с апреля по октябрь.

### Часовой пояс
Деревня Дед-Кабак, как и вся Псковская область, находится в часовой зоне МСК (московское время). Смещение применяемого времени относительно UTC составляет +3:00.

## История
До 1995 года деревня Дед-Кабак входила в состав Матюшкинского сельсовета. Постановлением Псковского областного Собрания депутатов от 26 января 1995 года все сельсоветы в Псковской области были переименованы в волости, в том числе Матюшкинский сельсовет был превращён в Матюшкинскую волость.
В 2005 году деревня Дед-Кабак включена в созданное в границах Матюшкинской волости, согласно Закону Псковской области от 28 февраля 2005 года, в муниципальное образование Матюшкинская волость.
До 2015 года деревня Дед-Кабак входила в состав Матюшкинской волости. Законом Псковской области от 30 марта 2015 года волость была упразднена, и деревня Дед-Кабак 11 апреля 2015 года включена в состав Варыгинской волости.

## Население
| 2001 | 2002 | 2010 | 2014 | 2015 | 2016 |
| ---- | ---- | ---- | ---- | ---- | ---- |
| 3    | →3   | ↘0   | →0   | →0   | →0   |

Согласно результатам переписи 2002 года, в национальной структуре населения русские составляли 100 %.